# ماكس هووبر
ماكس هووبر (بالإنجليزية: Max Hooper)‏ هو عالم نبات بريطاني، ولد في 20 نوفمبر 1934، وتوفي في 10 فبراير 2017.